# España en el Festival de la Canción de Eurovisión 2006
España en este año hizo uso de una selección interna organizada por la cadena nacional de TVE. Después de mucha especulación por los medios de comunicación españoles, se reveló oficialmente que Las Ketchup representarán a España con la canción "Un Bloody Mary", que también fue el nombre de su próximo álbum. "Un Bloody Mary" tiene un ritmo tranquilo con elementos del flamenco. La canción está escrita y compuesta por Manuel Ruiz Gómez (Queco), el hombre que también produjo la canción "Brujería", de Son de Sol.
Las Ketchup es un grupo español que ahora se compone de cuatro hermanas llamadas Pilar, Lola, Lucía y Rocío Muñoz. Provenientes de Córdoba. Su primer álbum fue titulado Las Hijas del Tomate, que contenía su gran éxito internacional, "Aserejé".
Entre los temas, que posteriormente se conocieron que estuvieron siendo barajados para representar al festival, estuvieron "Que no daría yo" de la cantante Rebeca y "A ti" de La década prodigiosa que posteriormente ganaría el Festival de Benidorm 2006.